# رایکو تاوچار
رایکو تاوچار (انگلیسی: Rajko Tavčar؛ زادهٔ ۲۱ ژوئیهٔ ۱۹۷۴) یک بازیکن فوتبال بازنشسته اهل اسلوونی است.
وی همچنین در تیم ملی فوتبال اسلوونی بازی کرده و عضو این تیم در جام جهانی فوتبال 2002 بوده است.